# Amnesia
Nel linguaggio medico, l'amnesia è un disturbo della memoria a lungo termine episodica. La persona affetta da amnesia può essere incapace di ricordare eventi della sua vita recente, o in casi gravi anche eventi remoti, e può non riuscire ad acquisire stabilmente nuovi ricordi, mentre in genere è preservata la capacità di imparare nuove azioni.

## Eziologia
La memoria ha origine nel sistema limbico, sezione dell'encefalo (composto da una serie di parti tra cui l'ippocampo, l'amigdala, l'ipotalamo etc.) che tra le sue funzioni ha quella del mantenimento della memoria. Tale funzione è composta in tre fasi:
- registrare di continuo eventi ed esperienze;
- codificare le informazioni ricevute;
- recuperare le informazioni archiviate.

Se viene alterata una di queste tre fasi si può assistere alla comparsa del disturbo.
L'amnesia può presentarsi in seguito ad una lesione cerebrale, oppure a causa di un trauma psicologico (soprattutto nei casi di amnesia lacunare e retrograda), avvenuto anche durante l'infanzia (secondo le teorie psicoanalitiche). Altre possibili cause sono l'ipossia, i disturbi derivanti dall'assunzione di elevate quantità di alcool o le patologie, per esempio l'encefalopatia di Wernicke, causata dalla mancanza di tiamina, può provocare amnesia.
Anche la vecchiaia causa danni alle facoltà mnemoniche degli uomini, facendo dimenticare prima di tutto i nomi delle persone.

## Tipologia
Esistono vari tipi di amnesie:

### Differenziazione selettiva
- amnesia retrograda - ovvero perdita di memoria per eventi accaduti prima della causa, ma completa lucidità per tutto ciò che è successo in seguito.
- amnesia anterograda - ovvero perdita di memoria che non compromette i ricordi passati, ma limita enormemente la capacità dell'individuo di memorizzare informazioni nuove.
- amnesia globale - ovvero riguardante entrambi gli aspetti sopra citati.
- amnesia lacunare - ovvero perdita di memoria che interessa uno specifico periodo di tempo, che non viene ricordato dal paziente. Tale perdita di memoria è però limitata ad alcune ore o al massimo a giorni, ossia un breve periodo, dopo il paziente non ricorda quanto accaduto durante le ore precedenti. Essa si contrappone dunque all'amnesia retrograda, che causa invece la perdita di memoria di tutto il passato del degente.
- amnesia senso-specifica - se riguarda un unico senso, ad esempio l'amnesia visiva.

### Differenziazione temporale
Variano a seconda della causa che ha comportato la nascita dell'amnesia, a cui è strettamente correlata la durata della stessa:
- amnesia transitoria o TGA - come nel caso di un evento traumatico, con ritorno alle funzionalità normali;
- amnesia stabile - se provocata da un evento morboso grave (come arresto cardiaco);
- amnesia progressiva - se riscontrata in malattie degenerative, che comportano l'andamento progressivo della mancanza di memoria.